# Вог, Пауло
Пауло Сезар Рамос Вог (порт. Paulo César Ramos Vogt; 7 февраля 1977, Гуарапуава, Бразилия) — бразильский футболист, нападающий.

## Биография
Родился в небольшом городе Гварапуава на юге Бразилии. С раннего детства играл в мини-футбол, в 8-летнем возрасте оказался перед выбором: играть на большом поле или в зале. В 18 лет стал выступать за команду своего родного города «Бател». Начинал с юниорского состава и постепенно дорос до основы. Затем оказался в знаменитом «Сан-Паулу».
Вог с 2000 года выступал за швейцарские клубы второй лиги. «Сьон» отличился 25 раз, став вторым бомбардиром Челендж-лиги, и помог своему клубу выйти в Суперлигу Швейцарии. В Кубке Швейцарии сыграл 6 матчей, забил 6 голов. Помог выиграть Кубок Швейцарии.
Летом 2006 перешёл в донецкий «Металлург». Контракт был подписан на три года. У «Сьона» возникли финансовые проблемы и швейцарцы были готовы продать своего лучшего бомбардира. Трансферная стоимость Вога — около полумиллиона долларов.
В алчевской «Стали» в марте 2007 года перешёл на правах аренды. В команде играл под 20 номером. Всего за «Сталь» провёл 3 матча.
В 2008 году перешёл в кипрский клуб АПЕП из города Пецилия.